# Donja Sipulja
Donja Sipulja (cyr. Доња Сипуља) – wieś w Serbii, w okręgu maczwańskim, w mieście Loznica. W 2011 roku liczyła 176 mieszkańców.